# JAL (compilador)
JAL (Just Another Language) es un Lenguaje de programación similar al Lenguaje de programación Pascal y un Compilador que genera código ejecutable para el microcontrolador PIC. Es un lenguaje de formato libre para programar microcontroladores PIC y el compilador corre sobre Linux, Mac OS y MS-Windows. JAL es el único lenguaje avanzado gratuito y tiene una base activa e importante de usuarios. Se configura y extiende por el uso de  bibliotecas e inclusive se puede combinar con lenguaje ensamblador.

## Historia
Fue originalmente creado por Wouter van Ooijen, pero actualizado como software libre bajo la GNU en el año 2003. En el año 2006, Stef Mientki inició el desarrollo de una nueva versión: V2. Kyle York es el programador de esta nueva versión, y un grupo internacional de usuarios (en orden alfabético: Bert van Dam, Sunish Issac, Dave Lagzdin, Javier Martínez, Stef Mientki, Wouter van Ooijen, Michael Reynolds, André Steenveld, Joep Suijs, Vasile Surducan, and Michael Watterson) son responsables de su testeo (beta testing).

## Código de muestra
```
--
 
******************************************************
 

--
 
T
í
tulo
:
 
Led
 
intermitente
                 

--
 
Descripci
ó
n
:
 
el
 
led
 
conectado
 
en
 
RA0
 
lucir
á
 
en
 
modo

--
              
intermitente
.

--
 
Licencia
 
GPL
                                         

--
 
******************************************************
 

--
 
**********************
DIRECTIVAS
**********************
 

        

include
 
16
f84_4
       
--
 
PIC16F84
 
a
 
4
 
MHz

include
 
jlib
          
--
 
biblioteca
 
necesaria

--
 
******************
CONFIGURACIONES
*********************
 

pin_a0_direction
 
=
 
output
 
--
 
RA0
 
como
 
salida

--
 
*********************
VARIABLES
************************
 

var
 
bit
 
led
 
is
 
pin_a0
     
--
 
La
 
variable
 
led
,
 
de
 
tipo

                          
--
 
bit
 
se
 
asigna
 
a
 
RA0

--
 
****************
PROGRAMA
 
PRINCIPAL
*******************
 

led
 
=
 
high
          
--
 
Valor
 
inicial
,
 
el
 
led
 
luce

--
 
Bucle

forever
 
loop
        
--
 
Bucle
 
infinito

led
 
=
 
!
 
led
         
--
 
Cambio
 
de
 
estado
 
del
 
led

delay_1ms
(
500
)
      
--
 
Retardo
 
de
 
500
 
ms

end
 
loop
            
--
 
Fin
 
del
 
bucle

end
                 
--
 
Fin
 
del
 
programa

```